# Бърнард Хърман
Бърнард Хърман (на английски: Bernard Herrmann) е американски композитор.
Известен е с филмовата музика, която създава. Получава „Оскар“ през 1941 година за музиката към „Дяволът и Даниел Уебстър“ (1941).
Често работи съвместно с режисьора Алфред Хичкок. Пише музиката към филми като „Психо“, „Север-северозапад“, „Човекът, който знаеше твърде много“ и „Шемет“. Композира музиката за шедьоври като „Гражданинът Кейн“, „Нос Страх“ и „Шофьор на такси“. Освен това работи с Орсън Уелс върху радиодрами и композира музика за три фантастични филми на Рей Харихаузен и за няколко телевизионни сериали, сред които „Зоната на здрача“ на Род Сърлинг.
|  | Тази страница частично или изцяло представлява превод на страницата Bernard Herrmann в Уикипедия на английски. Оригиналният текст, както и този превод, са защитени от Лиценза „Криейтив Комънс – Признание – Споделяне на споделеното“, а за съдържание, създадено преди юни 2009 година – от Лиценза за свободна документация на ГНУ. Прегледайте историята на редакциите на оригиналната страница, както и на преводната страница, за да видите списъка на съавторите. ВАЖНО: Този шаблон се отнася единствено до авторските права върху съдържанието на статията. Добавянето му не отменя изискването да се посочват конкретни източници на твърденията, които да бъдат благонадеждни. |